# 1968-as magyar atlétikai bajnokság
Az 1968-as magyar atlétikai bajnokság a 73. bajnokság volt. A versenyszámok közé bekerültek a többpróba csapatversenyek és női 1500 méteres síkfutás.

## Eredmények

### Férfiak
| Versenyszám                          | Arany                                                                                      | Arany      | Ezüst                                                                              | Ezüst      | Bronz                                                                            | Bronz      |
| ------------------------------------ | ------------------------------------------------------------------------------------------ | ---------- | ---------------------------------------------------------------------------------- | ---------- | -------------------------------------------------------------------------------- | ---------- |
| 100 m                                | Farkas Tibor Bp. Honvéd                                                                    | 10,6       | Mihályfi László BEAC                                                               | 10,7       | Rábai Gyula Újpesti Dózsa                                                        | 10,7       |
| 200 m                                | Mihályfi László BEAC                                                                       | 21,2       | Gyulai István BEAC                                                                 | 21,5       | Bátori István Csepel SC                                                          | 21,6       |
| 400 m                                | Mihályfi László BEAC                                                                       | 47,4       | Zsinka András Bp. Honvéd                                                           | 48,1       | Rózsa István MTK                                                                 | 48,4       |
| 800 m                                | Honti Róbert Pécsi VSK                                                                     | 1:52,0     | Kovács Géza Kaposvári Dózsa                                                        | 1:52,4     | Kapás Géza Bp. Honvéd                                                            | 1:53,1     |
| 1500 m                               | Honti Róbert Pécsi VSK                                                                     | 3:45,9     | Török János Bp. Honvéd                                                             | 3:46,7     | Mecser Lajos Salgótarjáni BTC                                                    | 3:47,5     |
| 5000 m                               | Mecser Lajos Salgótarjáni BTC                                                              | 14:09,8    | Kiss György Győri Dózsa                                                            | 14:14,2    | Szentiványi Gergely Bp. Vasas                                                    | 14:21,0    |
| 10 000 m                             | Szerényi János Bp. Vasas                                                                   | 29:34,0    | Sütő József Bp. Vasas                                                              | 29:42,0    | Szentiványi Gergely Bp. Vasas                                                    | 29:45,8    |
| 4 × 100 m október 26–27.             | Hajdú Lajos Mihályfi László Gyulai István Spánik Ágoston BEAC                              | 40,9       | Zászló Zsolt Rábai Gyula Margitics Béla Horváth László Újpesti Dózsa               | 41,9       | G. Nagy László Nyíregyházi György Fügedi József Farkas Tibor Bp. Honvéd          | 41,9       |
| 4 × 200 m                            | Spánik Ágoston Gyulai István Mihályfi László Hajdú Lajos BEAC                              | 1:26,0     | Zászló Zsolt Horváth László Ringhoffer Zsolt Rábai Gyula Újpesti Dózsa             | 1:27,9     | Petrovics Péter Vértesi Miklós Nemesházi Imre Bodor László Bp. Vasas             | 1:28,9     |
| 4 × 400 m                            | Császár Zoltán Spánik Ágoston Gyulai István Mihályfi László BEAC                           | 3:14,8     | Rábai Gyula Benkő János Ringhoffer Zsolt Horváth László Újpesti Dózsa              | 3:16,5     | Zsinka András Fügedi József Kapás Géza Pfundt Imre Bp. Honvéd                    | 3:17,0     |
| 4 × 800 m                            | Szatmári Sándor Pfundt Imre Nagy László Kapás Géza Bp. Honvéd                              | 7:42,8     | Máté Sándor Ringhoffer Zsolt Benkő János Nagy Vilmos Újpesti Dózsa                 | 7:43,4     | Ács Lajos Erdős Tamás Pamuki József Kovács Géza Kaposvári Dózsa                  | 7:45,8     |
| 4 × 1500 m                           | Bátori Gábor Nagy László Magyar Károly Kapás Géza Bp. Honvéd                               | 16:02,8    | Halász László Pamuki József Erdős Tamás Kovács Géza Kaposvári Dózsa                | 16:09,8    | Fogarasi Sándor Dudás István Homoki Vince Schalpa János Komlói Bányász           | 16:16,0    |
| 110 m gát                            | Mélykuti Béla Bp. Spartacus                                                                | 14,1       | Milassin Lóránd Bp. Honvéd                                                         | 14,3       | Szabó Miklós Szekszárdi Dózsa                                                    | 14,9       |
| 400 m gát                            | Ringhoffer Zsolt Újpesti Dózsa                                                             | 52,8       | Benkő János Újpesti Dózsa                                                          | 53,7       | Várhelyi György Bp. Honvéd                                                       | 53,9       |
| 3000 m akadály                       | Pamuki József Kaposvári Dózsa                                                              | 8:46,8     | Szabó János Bp. Honvéd                                                             | 8:48,0     | Magyar Károly Bp. Honvéd                                                         | 8:53,2     |
| 20 km gyaloglás július 20.           | Antal Andor Szegedi VSE                                                                    | 1:33:30,0  | Dalmati János Bp. Honvéd                                                           | 1:33:47,8  | Havasi István Bp. Postás                                                         | 1:40:49,0  |
| 50 km gyaloglás augusztus 31.        | Havasi István Bp. Postás                                                                   | 4:36:18,8  | Merényi Emil Bp. Vasas                                                             | 4:52:27,2  | Szabó János Tatabányai Bányász                                                   | 4:56:24,2  |
| magasugrás                           | Noszály Sándor Bp. Honvéd                                                                  | 209 cm     | Tihanyi József TFSE                                                                | 207 cm     | Farkas Ferenc Miskolci VSC                                                       | 200 cm     |
| távolugrás                           | Margitics Béla Újpesti Dózsa                                                               | 776 cm     | Kalocsai Henrik Bp. Honvéd                                                         | 761 cm     | Cziffra Zoltán Bp. Honvéd                                                        | 754 cm     |
| hármasugrás                          | Kalocsai Henrik Bp. Honvéd                                                                 | 16,38 m    | Cziffra Zoltán Bp. Honvéd                                                          | 16,34 m    | Ivanov Dragan Bp. Vasas                                                          | 15,57 m    |
| rúdugrás                             | Schulek Ágoston TFSE                                                                       | 470 cm     | Kalmár Mihály Bp. SpartacusTamás István Bp Spartacus                               | 440 cm     |                                                                                  |            |
| súlylökés                            | Varjú Vilmos VM KÖZÉRT                                                                     | 18,85 m    | Faragó János Miskolci EAFC                                                         | 17,63 m    | Fejér Géza Bp. Honvéd                                                            | 16,97 m    |
| diszkoszvetés                        | Tégla Ferenc Szegedi VSE                                                                   | 60,78 m    | Faragó János Miskolci EAFC                                                         | 57,34 m    | Fejér Géza Bp. Honvéd                                                            | 56,48 m    |
| gerelyhajítás                        | Kulcsár Gergely Bp. Építők                                                                 | 79,72 m    | Csik József Bp. Építők                                                             | 72,40 m    | Boros Sándor Újpesti Dózsa                                                       | 70,64 m    |
| kalapácsvetés                        | Zsivótzky Gyula Újpesti Dózsa                                                              | 73,36 m    | Eckschmiedt Sándor Újpesti Dózsa                                                   | 67,30 m    | Lovász Lázár Pécsi Dózsa                                                         | 66,74 m    |
| tízpróba szeptember 7–8.             | Raáb Tibor Diósgyőri VTK                                                                   | 6633       | Füzessy Ede Újpesti Dózsa                                                          | 6363       | Senkei János Bp. Honvéd                                                          | 6290       |
| maraton szeptember 8.                | Tóth Gyula Ózdi Kohász                                                                     | 2:22:09,0  | Pintér János Bp. Spartacus                                                         | 2:27:19,4  | Klekner László Vasas Izzó                                                        | 2:32:08,0  |
| mezei futás április 7.               | Mecser Lajos Salgótarjáni BTC                                                              | 29:50,4    | Szerényi János Bp. Vasas                                                           | 30:01,2    | Kiss György Győri Dózsa                                                          | 30:13,2    |
| kis mezei futás (5 km) április 7.    | Török János Bp. Honvéd                                                                     | 14:41,4    | Mohácsi Péter MTK                                                                  | 14:58,4    | Rózsa István Bp. Vasas                                                           | 15:03,0    |
| csapat 5000 m                        | Magyar Károly Babinyecz József Játékos Pál Jóny István Nagy László Bp. Honvéd              | 70         | Szentiványi Gergely Sovák János Patai Lajos Hazai Balázs Karászi Károly Bp. Vasas  | 87         | Dudás István Homoki Vince Pintér Fogarasi Sándor Kiss I. Komlói Bányász          | 107        |
| csapat 20 km gyaloglás július 20.    | Antal Andor Novák András Aranyi László Szegedi VSE                                         | 5:05:22,6  | Havasi István Dinesz Béla Bp. Postás                                               | 5:21:11,4  | Dalmati János Bp. Honvéd                                                         | 5:23:52,2  |
| csapat 50 km gyaloglás augusztus 31. | Havasi István Dinesz Béla Stefanik Pál Bp. Postás SE                                       | 15:07:03,6 | Merényi Emil Sorger Sándor Schirilla György Bp. Vasas                              | 15:21:31,0 | Szabó János Schiller Tivadar Tatabányai Bányász                                  | 15:39:50,6 |
| csapat maraton szeptember 8.         | Pintér János Tabajdi József Simon Dénes Bp. Spartacus                                      | 7:45:07,0  | Sütő József Sovák János Bp. Vasas                                                  | 8:14:17,8  | Homoki Vince Velez Lázár Schalpa János Komlói Bányász                            | 8:18:47,6  |
| csapat magasugrás május 4–5.         | Kelemen Endre Tihanyi József Mutschler Mátyás Szepesi Ádám Láng Gyula TFSE                 | 193,8 cm   | Noszály Sándor Hámori Imre Krasznai Tivadar Zsadon Gyula Skoumal András Bp. Honvéd | 193,8 cm   | Erős Pál Dóra László Sidó Csaba Csapó János Fülöp Imre Bp. Vasas                 | 184,2      |
| csapat távolugrás                    | Kalocsai Henrik Dékány Lajos Hámori Imre Pető Sándor Záborszky Tibor Bp. Honvéd            | 681,6 cm   | Margitics Béla Zászló Zsolt Füzesi Ede Pajor Ferenc Székely István Újpesti Dózsa   | 670,6      | Kőrös András Nyerges Mihály Láng Gyula Szepesi Ádám Sebestyén Sándor TFSE        | 646,4      |
| csapat hármasugrás                   | Kalocsai Henrik Dékány Lajos Pető Sándor Noszály Sándor Hámori Imre Bp. Honvéd             | 14,460 m   | Füzesi Ede Pajor Ferenc Kovács József Margitics Béla Földi Lajos Újpesti Dózsa     | 13,958 m   | Ivanov Dragan Andor László Erős Pál Molnár Bárd András Bp. Vasas                 | 13,928 m   |
| csapat rúdugrás                      | Steinhacker Róbert Tamás István Kalmár Mihály Moldvai Ferenc Déri Ervin Bp. Spartacus      | 400 cm     | Skoumal András Both Elemér Szmodics József Czabán Dániel Botos Bp. Honvéd          | 382,0 cm   | Kátai Ferenc Szepesi Ádám Nyerges Mihály Nemere János Klenk Gyula TFSE           | 376,0 cm   |
| csapat súlylökés                     | Fejér Géza Holub Sándor Treiber Miklós Gyergyói János Czabán Dániel Bp. Honvéd             | 14,582 m   | Varjú Vilmos Simkó László Hanzlik Varga Dóczi VM KÖZÉRT                            | 13,990 m   | Vécsei Lajos Németh Miklós Szécsényi József Neményi Béla Erdei László TFSE       | 13,960 m   |
| csapat diszkoszvetés                 | Szegletes Ferenc Klics Ferenc Saskői Alfonz Nagy Zsigmond Teveli Mihály Bp. Vasas          | 47,564 m   | Fejér Géza Holub Sándor Gyergyói István Czabán Dániel Szauer Pál Bp. Honvéd        | 45,686 m   | Murányi János Kovács Gábor Steiner Rudolf Hajtó Ödön Baranyai MAFC               | 45,264 m   |
| csapat gerelyhajítás                 | Németh Miklós Erdélyi György Csík József Pungor Miklós Polányi László TFSE                 | 63,784 m   | Boros Sándor Zarubai Iván Krasznai Sándor Hivesi Géza Abaházi István Újpesti Dózsa | 62,568 m   | Kovács Szaniszló György Kaposvári Zoltán Bodás Fodor MAFC                        | 58,588 m   |
| csapat kalapácsvetés                 | Zsivótzky Gyula Eckschmiedt Sándor Kiss Miklós Pirisi Károly Vázsonyi Ferenc Újpesti Dózsa | 56,196 m   | Mecseki Attila Sajtár Lajos Németh Regős Imre Vályi Ferenc Bp. Vasas               | 51,376 m   | Trényi Imre Nikolasev Vejkó Tóth László Lázár György Katona András Szegedi EAC   | 49,828 m   |
| tízpróba csapat                      | Szepesi Ádám Kalló Dénes Andor György BEAC                                                 | 18 557     | Senkei János Noszály Sándor Árvai József Bp. Honvéd                                | 18 421     | Hubai Gyula Szörényi István Kovács Bp. Építők                                    | 17 517     |
| csapat mezei futás április 7.        | Szerényi János Sütő József Sovák János Szentiványi Gergely Kárászi Károly Bp. Vasas        | 71         | Bruder Andor Kapás Géza Jóny István Szabó János Magyar Károly Bp. Honvéd           | 87         | Kun István Simon Dénes Pintér János Orosházi Csaba Tabalydi József Bp. Spartacus | 105        |
| csapat kis mezei futás április 7.    | Török János Játékos Pál Horváth Ernő Pokorny István Babinyecz József Bp. Honvéd            | 55         | Szekeres Ferenc Kárai Kázmér Vasas István Bajzáth József Kiss József Csepel SC     | 92         | Rózsa István Hazai Balázs Veres Vince Gyarmati Gergely Katona Béla Bp. Vasas     | 103        |

### Nők
| Versenyszám                     | Arany                                                                               | Arany    | Ezüst                                                                                      | Ezüst    | Bronz                                                                           | Bronz    |
| ------------------------------- | ----------------------------------------------------------------------------------- | -------- | ------------------------------------------------------------------------------------------ | -------- | ------------------------------------------------------------------------------- | -------- |
| 100 m                           | Balogh Györgyi Bp. Vasas                                                            | 11,8     | Kovács Annamária Bp. Honvéd                                                                | 11,8     | Nemesházi Imréné Bp. Vasas                                                      | 11,9     |
| 200 m                           | Balogh Györgyi Bp. Vasas                                                            | 23,5     | Nemesházi Imréné Bp. Vasas                                                                 | 24,5     | Séfer Rozália Szombathelyi Haladás                                              | 24,6     |
| 400 m                           | Lázár Magdolna Debreceni VSC                                                        | 56,5     | Velekei Márta Bp. Építők                                                                   | 57,6     | Nagy Zsuzsa BEAC                                                                | 58,00    |
| 800 m                           | Szenteleki Sára Szombathelyi Haladás                                                | 2:09,8   | Kulcsár Magdolna Bp. Építők                                                                | 2:10,3   | Kazi Olga Bp. Honvéd                                                            | 2:12,0   |
| 1500 m                          | Kazi Olga Bp. Honvéd                                                                | 4:29,8   | Bátori Istvánné Bp. Vasas                                                                  | 4:30,4   | Zsilák Ilona Békéscsabai Dózsa                                                  | 4:31,5   |
| 4 × 100 m október 26–27.        | Nádasi Katalin Kormos Éva Benyáts Erzsébet Woth Klára TFSE                          | 48,4     | Herczegh Éva Lázár Éva Majzik Mária Schleer Ildikó Bp. Honvéd                              | 48,7     | Füle Zsuzsa Papp Attiláné Pusztai Éva Faics Anna Bp. Vasas                      | 48,9     |
| 4 × 200 m                       | Majoros Vera Hornyák Anikó Kulcsár Magdolna Velekei Márta Bp. Építők                | 1:43,2   | Schleer Ildikó Lázár Éva Majzik Mária Herczegh Éva Bp. Honvéd                              | 1:44,0   | Horváth Faics Anna Pusztai Éva Papp Attiláné Bp. Vasas                          | 1:44,9   |
| 3 × 800 m                       | Gyenei Katalin Velekei Márta Kulcsár Magdolna Bp. Építők                            | 6:49,6   | Monspart Sarolta Budavári Mária Kazi Olga Bp. Honvéd                                       | 6:51,6   | Benedek Lászlóné Kovács Bátori Istvánné Bp. Vasas                               | 7:01,6   |
| 80 m gát                        | Balogh Györgyi Bp. Vasas                                                            | 11,2     | Gál Lászlóné Bp. Honvéd                                                                    | 11,3     | Papp Margit Csepel SC                                                           | 11,3     |
| magasugrás                      | Komka Magdolna Salgótarjáni KSE                                                     | 174 cm   | Zink Teréz TFSENoszály Sándorné Bp. Honvéd                                                 | 164 cm   |                                                                                 |          |
| távolugrás                      | Skultéty Eta Újpesti Dózsa                                                          | 600 cm   | Gulyás Ágota BEAC                                                                          | 595 cm   | Zsom Erzsébet Püspökladányi Spartacus                                           | 580 cm   |
| súlylökés                       | Bognár Judit Bp. Honvéd                                                             | 17,11 m  | Nagy Judit TFSE                                                                            | 14,57 m  | Kontsek Jolán Újpesti Dózsa                                                     | 14,38 m  |
| diszkoszvetés                   | Kontsek Jolán Újpesti Dózsa                                                         | 55,22 m  | Bognár Judit Bp. Honvéd                                                                    | 50,66 m  | Stugner Judit Újpesti Dózsa                                                     | 50,48 m  |
| gerelyhajítás                   | Németh Angéla BEAC                                                                  | 55,74 m  | Antal Márta Bp. Vasas                                                                      | 54,46 m  | Radnai Ágnes Bp. Vasas                                                          | 52,88 m  |
| ötpróba                         | Papp Margit Csepel SC                                                               | 4263     | Gulyás Ágota BEAC                                                                          | 4075     | Nagy Attiláné Szolnoki MÁV                                                      | 4030     |
| mezei futás (1,8 km) április 7. | Zsilák Ilona Békéscsabai Dózsa                                                      | 5:41,8   | Kazi Valéria Bp. Vasas                                                                     | 5:43,0   | Nagy Zsuzsa BEAC                                                                | 5:43,4   |
| csapat magasugrás május 4–5.    | Tótfalusi Mária Andor Emőke Jákói Aranka Herendi Erzsébet Balogh Györgyi Bp. Vasas  | 154,2 cm | Noszály Sándorné Kovács Annamária Paulányi Magda Lázár Éva Schleer Ildikó Bp. Honvéd       | 152,6 m  | Zink Teréz Németh Angéla Bene Piroska Maros Éva Major Klára TFSE                | 152,6 m  |
| csapat távolugrás               | Kovács Annamária Schleer Ildikó Sasgáti Emese Láng Valéria Hasznos Júlia Bp. Honvéd | 527,4 cm | Kispál Jánosné Boldizsár Piroska Heldt Zsuzsa Bata Erzsébet Somogyi Nándorné Újpesti Dózsa | 520,8 cm | Varga Judit Tóth Maros Éva Bene Piroska Zink Teréz TFSE                         | 512,0 m  |
| csapat súlylökés                | Lendvay Ödönné Czabán Dánielné Paulányi Magda Parázsó Júlia Giber Vera Bp. Honvéd   | 13,566 m | Kontsek Jolán Stugner Judit Mikuss Judit Loidl Márta Gradwohl Klára Újpesti Dózsa          | 13,312 m | Magyar Márta Rácz Mária Gulyás Mária Monostori Klára Gosztolai Mária Bp. Építők | 11,866 m |
| csapat diszkoszvetés            | Kontsek Jolán Stugner Judit Loidl Márta Gradwohl Klára Mikuss Judit Újpesti Dózsa   | 47,324 m | Czabán Dánielné Bognár Judit Szentesi Mária Pintér Júlia Parázsó Júlia Bp. Honvéd          | 44,732 m | Monostori Klára Rácz Mária Magyar Márta Gosztolai Mária Gulyás Mária Bp. Építők | 39,092 m |
| csapat gerelyhajítás            | Radnai Ágnes Antal Márta Krajcsovics Józsefné Vass Ilona Egressy Mária Bp. Vasas    | 44,272 m | Németh Angéla Mészáros Lenke Bagyinszky Borbála Téglás Nagy TFSE                           | 38,356 m | Paulányi Magda Lugos Ilona Czabán Dánielné Giber Vera Leib Mária Bp. Honvéd     | 38,128 m |
| csapat ötpróba                  | Noszály Sándorné Schleer Ildikó Paulányi Magda Bp. Honvéd                           | 11 267   | Nagy Attiláné Szabó Ferencné Juhász Mária Szolnoki MÁV                                     | 11 161   | Somogyi Nándorné Oros Ferencné Boldizsár Piroska Újpesti Dózsa                  | 10 199   |
| csapat mezei futás április 7.   | Kulcsár Magdolna Vincze Katalin Velekei Márta Bp. Építők                            | 20       | Zsilák Ilona Zsilák Erzsébet Molnár Erzsébet Békéscsabai Dózsa                             | 25       | Kazi Valéria Benedek Lászlóné Balázs Éva Bp. Vasas                              | 26       |

### Magyar atlétikai csúcsok
- kalapácsvetés 73.76 m Vcs. Zsivótzky Gyula Budapest 9. 14.
- 2 mérföld 8:32.0 ocs. Mecser Lajos London 6. 3.
- 5000 m 13:29.2 ocs. Mecser Lajos Stockholm 7. 3.
- n. gerelyhajítás 60.28 m ocs. Németh Angéla Budapest
- n. gerelyhajítás 60.36 m ocs. Németh Angéla Mexikóváros